# 2007 في تشيلي
فيما يلي قوائم الأحداث التي وقعت خلال عام 2007 في تشيلي.

## سياسة

### انتهاء فترة المنصب
- 6 ديسمبر – ريكاردو ويبر minister Secretary General of Government of Chile ‏.

## برامج ومسلسلات وأنمي
- 31 دقيقة

## وفيات

### أغسطس
- 9 أغسطس – بيرتا بوغا مارتينيز (مواليد 1909)